# Montree Promsawat
Montree Promsawat  (thailändisch มนตรี พรมสวัสดิ์, * 27. August 1995 in Phichit) ist ein thailändischer Fußballspieler.

## Karriere

### Verein
Montree Promsawat  erlernte das Fußballspielen in der Schulmannschaft der Nakhon Sawan Sports School sowie der Jugendmannschaft des Drittligisten Nakhon Sawan FC. Seinen ersten Vertrag unterschrieb er 2014 in Bangkok beim damaligen Zweitligisten Bangkok FC. Nach 40 Spielen und sieben Toren wechselte er 2017 zum in der ersten Liga spielenden Ratchaburi Mitr Phol nach Ratchaburi. Anfang 2020 ging er auf Leihbasis zum Zweitligisten Chiangmai United FC nach Chiangmai. Für Chiangmai absolvierte er fünf Zweitligaspiele. 2021 lieh ihn der Drittligist Muangkan United FC aus. Der Verein aus Kanchanaburi spielte in der dritten Liga, der Thai League 3. Hier trat Muangkan in der Western Region an. Am Ende der Saison 2020/21 wurde er mit dem Verein Meister der Region. In den Aufstiegsspielen zur zweiten Liga wurde belegte man den zweiten Platz und stieg somit in die zweite Liga auf. Ende Mai 2021 kehrte er nach der Ausleihe nach Ratchaburi zurück. Nach Vertragsende in Ratchaburi wechselte er im Sommer 2022 zum Erstligisten Chiangrai United.

### Nationalmannschaft
2016 spielte Montree Promsawat  dreimal in der thailändischen U-21-Nationalmannschaft. Neunmal trug er von 2016 bis 2018 das Trikot der U-23-Nationalmannschaft.

## Erfolge

### Verein
Ratchaburi Mitr Phol FC
- Thailändischer Ligapokalfinalist: 2019

Muangkan United FC
- Thai League 3 – West: 2020/21
- Thai League 3 – National Championship: 2020/21 (2. Platz)  ▲

### Nationalmannschaft
Thailand U-23
Sea Games: 2017
Thailand U-21
Nations Cup (Malaysia): 2016